# 曉珀·御

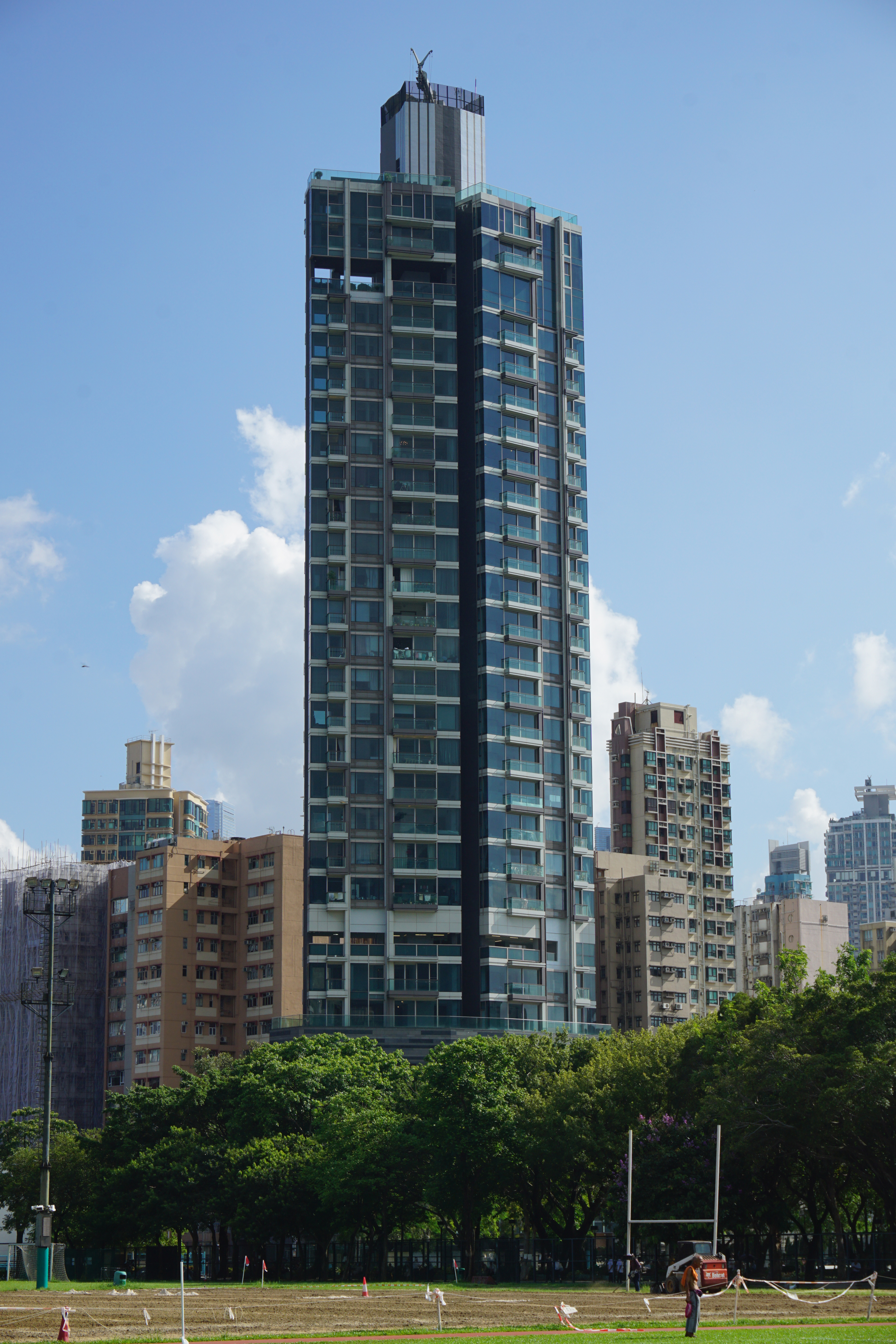
曉珀·御

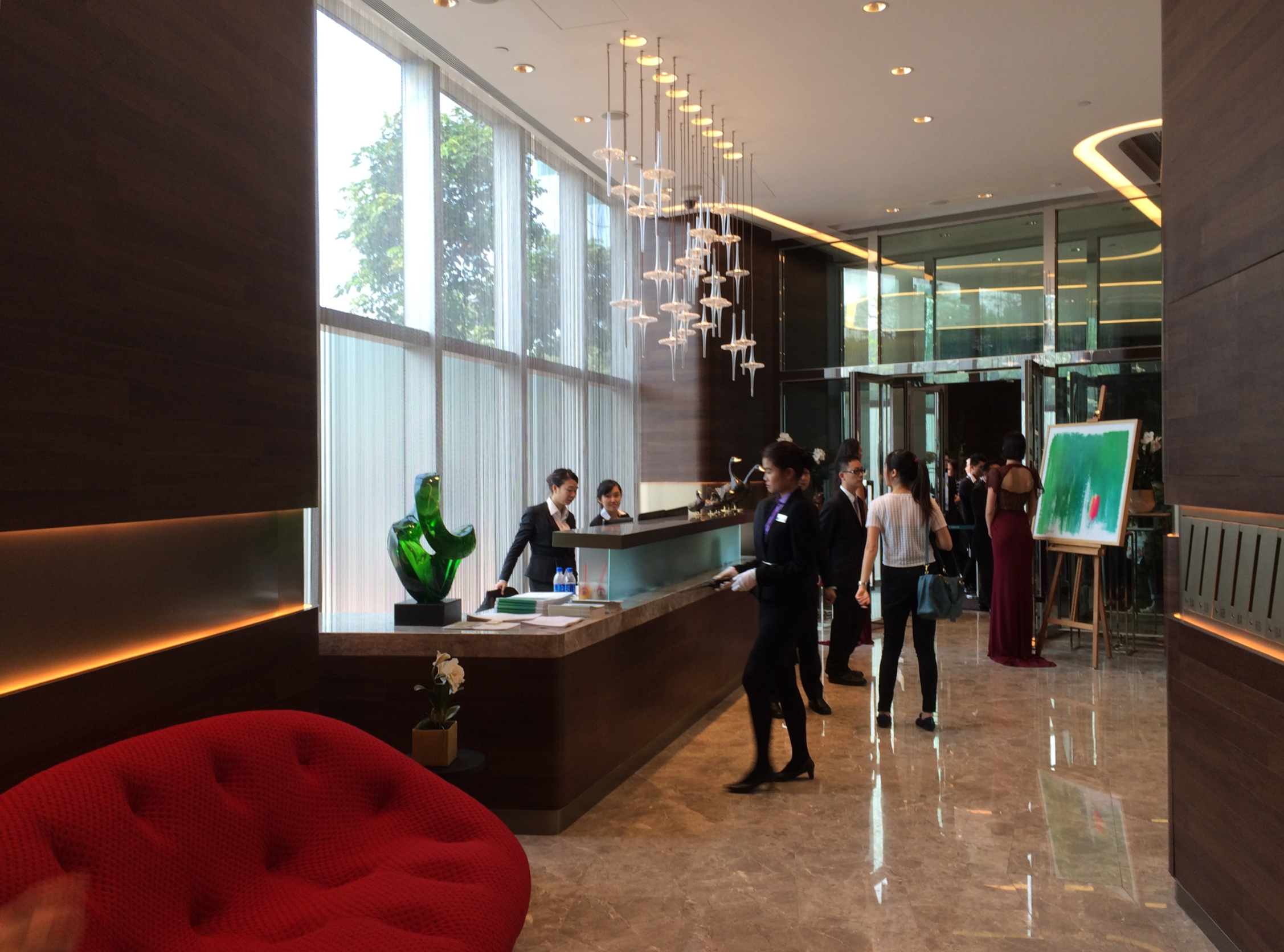
入口大堂

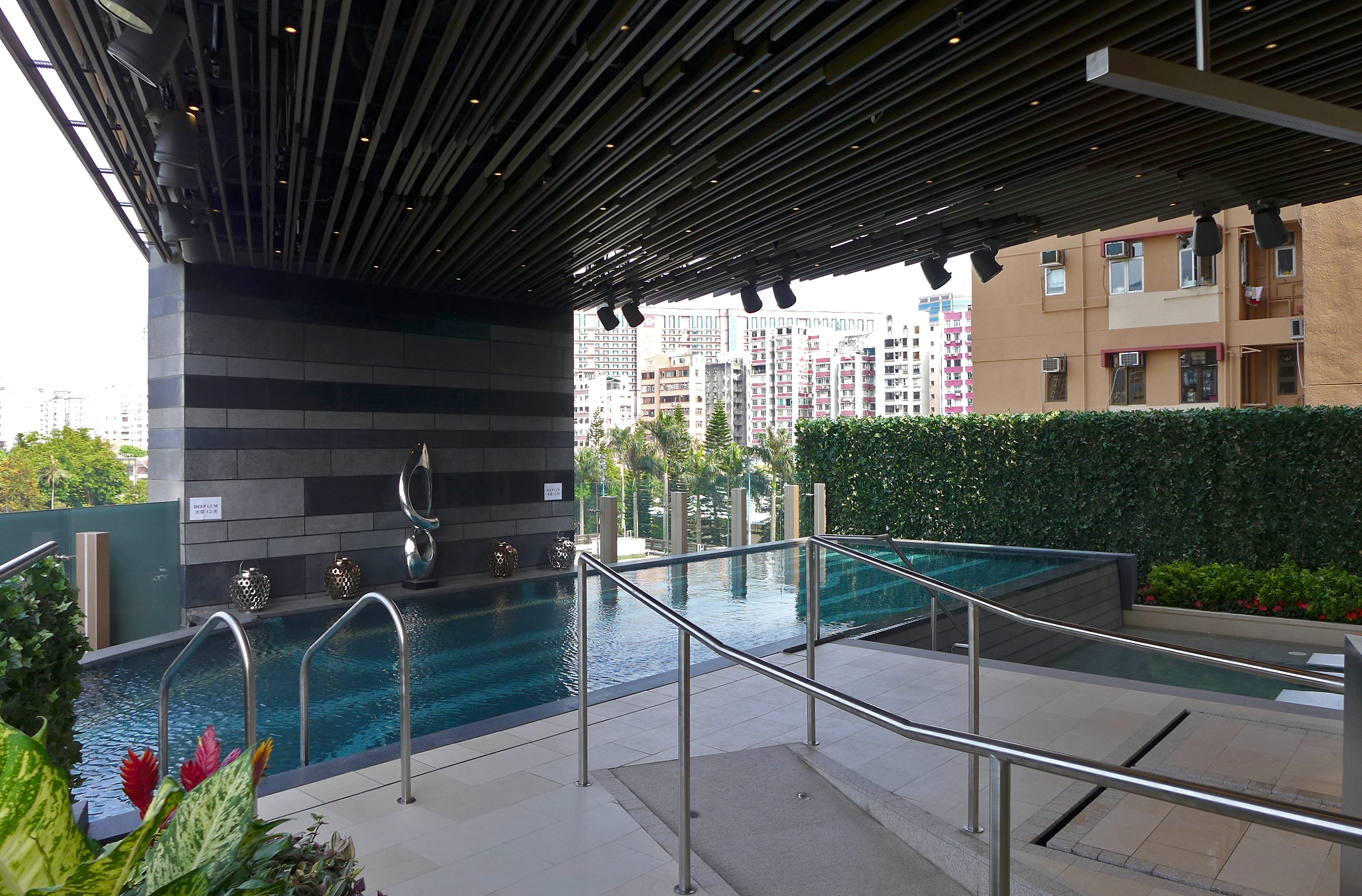
物業3樓設有戶外長15米的半露天泳池

曉珀·御（英語：High Park Grand）位於香港九龍旺角界限街68 號，是恒基地產發展的單幢式住宅，2015年7月21日啟用。樓下為哈特國際幼兒園。前身為1992年落成的九龍麗東酒店，於2011年拆卸。項目為現樓項目，於2015年5月初開售，同年第2季入伙。建築師為李景勳．雷煥庭建築師有限公司，外牆設計師為The Oval Partnership Ltd.，室內設計師為CL3 Architects Ltd.。物業管理公司為發展商旗下的「尊家管業」。

## 物業
物業樓高24層，各標準樓層均為一層兩伙，提供41伙單位，面積972至1,938方呎，主打3房戶。A、B室各設有自家的電梯大堂，以提升住戶的私隱度。而浴室設特大窗戶，引入開揚景致及光線。住宅售價由最平2,434.7萬至最貴3,009.3萬元，呎價23,964至29,619元，平均呎價約26,701元。

## 會所
物業3樓設有戶外長15米的半露天泳池，會所設有燒烤爐及小型休憩空間。

## 毗鄰
- 警察會球場
- 界限街遊樂場
- 大坑東遊樂場

## 交通
| 交通路線列表                                        |
| --------------------------------------------------- |
| 港鐵 - █ 觀塘綫、 █ 荃灣綫：太子站（步行5至10分鐘） |

## 外部連結
- 曉珀·御官方網站 （页面存档备份，存于）